# 漢德洛瓦
漢德洛瓦（克里克豪，尼特劳巴尼奥）是斯洛伐克特倫欽州的城鎮，位於該國中部，面積50.75平方公里，海拔高度420米，2005年人口17,698，其中四成居民信奉羅馬天主教。2024年5月15日，斯洛伐克总理罗伯特·菲佐在此地遭到枪击受重伤。

## 外部連結
- Town website （页面存档备份，存于）